# 강양공
강양공 왕자(江陽公 王滋, ? ~ 1308년 음력 4월 12일)는 고려의 왕족이다. 충렬왕과 정신부주(정화궁주)의 장남이다. 강양군(江陽君)이라고도 한다. 시호는 정강(靖康)이다.
충선왕의 이복 형으로 왕위계승권에서는 밀려났지만, 그의 손녀딸인 국대비 왕씨는 공양왕의 생모가 된다.

## 생애

### 가계
출생연도는 불명이며, 고려의 제25대 국왕 충렬왕과 증 시안공에 추증된 왕인의 딸 정화궁주(정신부주)의 장남이다. 이름은 자(滋), 
그의 어머니 정화궁주는 신종의 증손녀로, 1260년(원종 원년) 충렬왕과 가장 먼저 혼인하여 태자비에 책봉된 정실 부인이었다. 그러나 훗날 충렬왕이 원나라 출신의 제국대장공주와 혼인하면서 정화궁주는 제2비의 위치로 밀려났고, 강양공 역시 적장자의 자리를 제국대장공주의 아들 충선왕에게 양보해야 했다. 원래대로라면 강양공이 태자로 책봉되고 왕위를 이었어야 하지만, 훗날 왕위에 오른 것은 충선왕이었다.
아버지 충렬왕과 어머니 정화궁주는 서로 7촌 조카-7촌 종고모뻘이 된다. 그의 외가는 신종의 후손으로 외할아버지 증 시안공 왕인은 신종의 아들 양양공 서의 아들이자 희종의 조카였다. 외할아버지 시안공은 부계로는 재종증조부뻘이 된다.

### 왕자 시절
강양공은 1279년(충렬왕 5년) 세자(충선왕)와의 충돌을 피하기 위해서 충청도 아주(지금의 충청남도 아산시)에 있는 동심사라는 절로 출가해야 했다. 강양공은 4년 뒤인 1283년(충렬왕 9년)에야 개경으로 돌아올 수 있었고, 이때 제국대장공주가 강양공에게 옷을 하사하였다. 이후 정식으로 강양공(江陽公)에 봉해졌다.

### 사망과 후손
1308년(충렬왕 34년) 음력 4월 12일에 사망하였다. 1391년(공양왕 3년) 음력 7월 21일에는 공양왕으로부터 정강(靖康)의 시호를 추증받았다. 이는 공양왕의 어머니인 국대비 왕씨의 할아버지가 강양공이기 때문이다.
강양공은 아들 셋을 두었는데, 장남은 단양대군 왕후, 차남은 연안군 왕고, 3남은 연덕부원대군 왕훈이다. 장남 왕후는 단양부원대군에 봉해졌으며, 원나라에 몇차례 파견되고 원나라의 권성을 지냈다. 차남 왕고는 연안군에 봉해졌으며, 한때 충선왕의 총애를 받아 심양왕의 자리에 오르고, 이러한 지위를 이용하여 충숙왕을 원나라에 가두려는 시도를 하였다. 3남 왕훈은 충선왕에 의해 연덕군에 봉해졌으며, 충숙왕에 의해 연덕부원대군으로 진봉되었다. 하지만 왕훈은 김영장의 아내를 강간하여 순군부에 하옥된다. 왕훈의 딸은 공양왕의 어머니인 국대비 왕씨이며, 훗날 공양왕에 의해 왕훈은 양효공(良孝公)에, 부인 조씨는 안의비(安懿妃)에 추봉되었다.

## 가족 관계
- 아버지 : 충렬왕(忠烈王, 1236 ~ 1308)
- 어머니 : 정신부주 왕씨(貞信府主 王氏, ? ~ 1319년)
  - 부인 : 미상
    - 장남 : 단양대군 왕후(丹陽大君 王珛, 생몰년 미상)
    - 차남 : 연안군 왕고 (延安君 王暠, ? ~ 1345[8])
    - 삼남 : 연덕부원대군 왕훈(延德府院大君 王塤, 생몰년 미상)

  - 남매 : 정녕원비(靖寧院妃, 생몰년 미상)
  - 남매 : 명순원비(明順院妃, ? ~ 1320)
- 외숙부 : 서원후 왕영 (西原侯 王瑛, ? ~ 1291)
  - 외사촌 : 충선왕의 제4비 정비 왕씨 (靜妃 王氏, ? ~ 1345)

## 깅양공가 등장하는 작품
- 《왕은 사랑한다》 (MBC, 2017년~2017년, 배우: 김성재)